# هوهانس تاهمازیان
هُوْهانِس هوُاکیمی تاهمازیان (ارمنی: Հովհաննես Հովակիմի Թահմազյան؛ زادهٔ ۱۱ ژانویهٔ ۱۹۷۰ در گیومری) یک بازیکن فوتبال در پست مدافع اهل ارمنستان است.

## باشگاهی
از باشگاه‌هایی که در آن بازی کرده‌است می‌توان به شیراک و میکا اشاره کرد.

## بازی ملی
وی همچنین در تیم ملی فوتبال ارمنستان بازی کرده‌است. تاهمازیان نخستین بازی ملی خود را که یک بازی دوستانه بود در تاریخ ۱۴ اکتبر ۱۹۹۲ در ایروان در مقابل مولداوی انجام داده‌است.
تا تاریخ match played ۱۸ اوت ۱۹۹۹
| تیم ملی                 | سال   | حضورها | گل‌ها |
| ----------------------- | ----- | ------ | ---- |
| تیم ملی فوتبال ارمنستان | ۱۹۹۲  | ۱      | ۰    |
| تیم ملی فوتبال ارمنستان | ۱۹۹۳  | ۰      | ۰    |
| تیم ملی فوتبال ارمنستان | ۱۹۹۴  | ۰      | ۰    |
| تیم ملی فوتبال ارمنستان | ۱۹۹۵  | ۴      | ۰    |
| تیم ملی فوتبال ارمنستان | ۱۹۹۶  | ۰      | ۰    |
| تیم ملی فوتبال ارمنستان | ۱۹۹۷  | ۰      | ۰    |
| تیم ملی فوتبال ارمنستان | ۱۹۹۸  | ۰      | ۰    |
| تیم ملی فوتبال ارمنستان | ۱۹۹۹  | ۱      | ۰    |
| Total                   | Total | ۶      | ۰    |